# Організіція трудових ресурсів
Організація трудових ресурсів — це організація складу працівників, які мають необхідні для даного виду діяльності знання, навички, уміння, щоб мати змогу ефективно виконувати свої функції.
Трудові ресурси — головна продуктивна сила суспільства. Трудові ресурси для підприємства — це об'єкт постійних турбот від керівництва підприємством.
Керування трудовими ресурсами має містити такі етапи:
1. планування трудових ресурсів — розробка плану задоволення підприємства або організації в трудових ресурсахПланування трудових ресурсів у діючій організації логічно почати з оцінки їхньої наявності. Керівництво повинне визначити, скільки чоловік зайнято виконанням кожної операції, що вимагається для реалізації конкретної мети;
2. набір персоналу — створення бази кандидатів по всіх наявних посадах. Набір укладається в створенні необхідного резерву кандидатів на всі посади і спеціальності, з якого організація відбирає найпридатніших для неї працівників. Ця робота повинна проводитися буквально по всіх спеціальностях — конторським, виробничим, технічним, адміністративним. Необхідний обсяг роботи з набору значною мірою визначається різницею між наявною робочою силою і майбутньою потребою в ній;
3. добір персоналу — оцінка кандидатів на робочі місця та добір кращих з бази, створеної в ході набору. На цьому етапі при керуванні плануванням кадрів керівництво відбирає найпридатніших кандидатів з резерву, створеного в ході набору. У більшості випадків вибирати випливає людини, що має найкращу кваліфікацію для виконання фактичної роботи на займаній посаді, а не кандидата, що представляється найпридатнішим для просування по службі;
4. визначення зарплати та пільг — створення структури пільг та заробітної плати з метою наймання та збереження працівників. Вид і кількість винагород, пропонованих організацією, мають важливе значення для оцінки якості трудового життя. Дослідження показують, що винагороди впливають на рішення людей про надходження на роботу, на прогули, на рішення про тім, скількох вони повинні робити, коли і чи варто взагалі піти з організації. Багатьма дослідженнями встановлено, що кількість прогулів і плинність кадрів прямим образом зв'язані з задоволеністю одержуваною винагородою. При гарній роботі, що дає почуття задоволення, кількість прогулів має тенденцію до зниження. Коли ж робота неприємна, число прогулів значно зростає;
5. адаптація — введення до штату найманих працівників, надання працівникам розуміння, що очікує від них організація;
6. навчання — розробка програм трудових навичок, що мають бути присутніми для виконання своїх обов'язків;
7. оцінка трудової діяльності — створення методики оцінки трудової діяльності та доведення її до відома працівників;
8. підвищення, зниження, переклад, звільнення — методика переміщення працівників на посаду з меншою чи більшою відповідальністю, розвиток їх професійного досвіду, а також припинення з працівниками трудового договору;
9. підготовка керівних кадрів — розробка програм для забезпечення розвитку здібностей керівних кадри.

Виробничі кадри поділяють на:
- робітників — працівників, що самостійно мають виробляти продукцію, а також мають середню та спеціальну освіту;
- службовців — працівників, які здійснюють облік і контроль, оформлення і підготовку документів (секретарі, касири тощо);
- спеціалістів — працівників, які виконують економічні або інженерно-технічні завдання, мають вищу освіту, приймають нестандартні рішення;
- керівників — особи на керівних посадах, мають вищу освіту та потрібні організаційні здібності.

Частка робітників є найбільшою з усіх груп кадрів, а керівників — найменша. Але визначення кількості працівників персоналу залежить від специфіки підприємства.
Певна відповідальність за організацію та керівництво трудовими ресурсами на великих підприємствах та організаціях найчастіше покладена на працівників, які професійно підготовані у відділі кадрів та входять до складу штабних служб. Для сприяння фахівцями цілям організації їм, окрім знань і компетенції, потрібне усвідомлення нестачі керівників нижчих ланок.
Основними аспектами людського впливу для підвищення ефективності роботи підприємства є:
- добір і просування кадрів;
- підготовка кадрів і їх безупинне навчання;
- стабільність і гнучкість складу працівників;
- вдосконалення матеріальною та моральною оцінки праці працівників.